# 바바 노리코
바바 노리코(일본어: 馬場 典子, 1977년 5월 4일 ~ )는 일본의 은퇴한 여자 축구 선수이다.

## 국가대표팀 경력
그녀는 2001년 8월 3일 대한민국과의 경기에서 일본 국가대표팀에 데뷔했다. 그녀는 2002년까지 국제 A매치 5경기에 출전했다.

## 통계
| 일본 | 일본 | 일본 |
| 연도 | 출전 | 득점 |
| ---- | ---- | ---- |
| 2001 | 4    | 0    |
| 2002 | 1    | 0    |
| 통산 | 5    | 0    |